# Stéphane Ier (exarque bulgare)

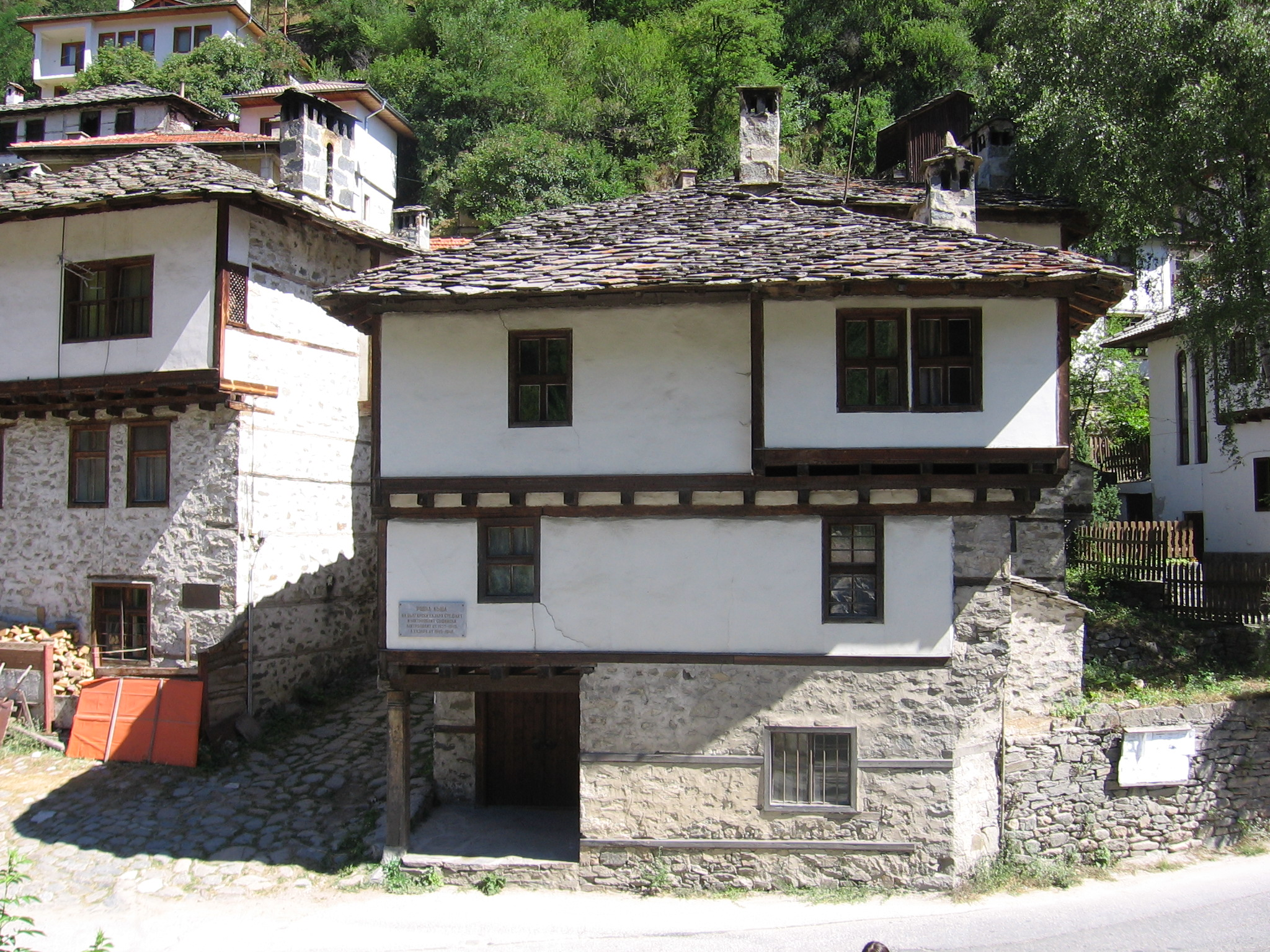
La maison natale de l’exarque Stéphane à Široka lăka

L’exarque Stéphane Ier, en bulgare Екзарх Стефан I, translittération scientifique internationale Ekzarh Stefan I (nom civil : Stojan Popgeorgiev Šokov) était un religieux bulgare, qui dirigea la hiérarchie de l’Église orthodoxe bulgare de 1945 à 1948 avec le titre d'exarque. Il est l’auteur de nombreux textes, études théologiques, discours, etc. Son nom est aujourd’hui surtout associé à son rôle dans le sauvetage des juifs bulgares pendant la Seconde Guerre mondiale. En 2001, le Mémorial de Yad Vashem lui a décerné le titre de « Juste parmi les nations ».

## Jeunesse et formation, 1878-1910
Stojan Popgeorgiev Šokov est né le 7 septembre (19 septembre selon le calendrier grégorien) 1878 dans le village de Široka lăka dans l’oblast de Smoljan, dans les Rhodopes
Il fréquenta l’école primaire de son village natal (1886-1893), puis continua sa formation dans les villages d’Orehovo près de Čepelare (1892-1893). Il fut ensuite formé au séminaire de Samokov, de 1893 à 1896, et en en sortit premier de sa promotion. De 1896 à 1900, il travailla comme instituteur dans le village de Solica près de Široka lăka. Il adhéra à cette époque au comité révolutionnaire organisé par Vălčo Sarafov.
Il étudia ensuite à l’Académie religieuse de Kiev (1900-1904), d’où il sortit avec le titre de « candidat ». De 1904 à 1907, il travailla ensuite comme professeur au lycée de garçons de Plovdiv. De 1907 à 1910, il enseigna ensuite au séminaire bulgare de Constantinople.

## Carrière dans l’Église orthodoxe bulgare
Le 16 octobre (29 octobre selon le calendrier grégorien) 1910, il reçut la tonsure et revêtit l’habit monastique sous le nom de Stéphane. Trois jours plus tard, il devint protosingel de l’exarchat bulgare de Constantinople. Le 8/21 septembre 1911, le hiéromoine Stéphane fut intronisé archimandrite. En 1912-1913, il soutint la campagne de christianisation des Pomaks dans les terres annexées par la Bulgarie après les guerres balkaniques.
En 1913, il collabora à l’enquête menée par la Fondation Carnegie pour la paix internationale et à la commission chargée de conclure la paix avec l’Empire ottoman. Au début de l’été 1913, l’archimandrite Stéphane rentra en Bulgarie et s’installa avec l’exarque Joseph Ier à Sofia où le siège de l’exarchat avait été déplacé.
De 1915 à 1919, il se spécialisa en théologie à Genève, puis soutint un doctorat à Fribourg (Suisse). Pendant son séjour en Suisse, l’archimandrite Stéphane fut membre de l’Union bulgare, dont le but était de défendre les intérêts nationaux bulgares à l’étranger. Polyglotte remarquable, il fut un des représentants les plus actifs de l’émigration bulgare en Suisse.
En 1921, il fut ordonné évêque de Marcianopolis (nom antique de l’actuel village de Devnja près de Varna), et en 1922, il fut élu métropolite de Sofia, poste qu’il conserva pendant 26 ans. Entre les deux guerres, il participa activement au mouvement œcuménique et représenta l’Église orthodoxe bulgare dans un grand nombre de conférences internationales. Il œuvra à la remise en cause du schisme qu’il considérait comme imposé à l’Éparchie bulgare en 1872.

## Rôle dans le sauvetage des juifs bulgares
En 1943, il participa activement au mouvement de sauvetage des Juifs bulgares. Stéphane avait pris position contre l’antisémitisme dès 1938. En 1941, le gouvernement de Bogdan Filov décréta, sous la pression de l’Allemagne nazie, une série de mesures antisémites, que Stéphane critiqua ouvertement, demandant même à ses popes de ne pas refuser le baptême à tout juif souhaitant le recevoir. Au moment où devait être mise en œuvre la législation, Stéphane s’opposa aux humiliations infligées aux juifs et à leur déportation par des déclarations fracassantes, affirmant notamment dans un sermon que Dieu punissait les juifs pour leurs péchés, mais qu’il revenait à Dieu seul de décider de leur sort, aucun homme n’ayant le droit de les persécuter. Il concluait même en affirmant qu’au contraire, il était du devoir de tout chrétien de les traiter comme des frères et de leur venir en aide par tous les moyens. En mai 1943, le Grand-Rabbin de Sofia se réfugia chez lui.

## Le dernier des exarques
De 1944 à 1945, il exerça en outre les fonctions de vice-président du Saint-Synode. Le 21 janvier 1945, il fut élu exarque par cette même instance : il sera le quatrième et dernier à exercer ces fonctions. Le 22 février de la même année, il abolit le schisme de l’Église orthodoxe bulgare. Cette décision fut acceptée par le Patriarcat de Constantinople, qui reconnut l’autocéphalie de l’Église bulgare. Dans le contexte de prise du pouvoir du Parti communiste bulgare devenu parti unique, Stéphane s’opposa à toute participation du clergé à la vie politique d’un État athée persécutant les religieux. Dans ce contexte il fut obligé le 6 septembre 1948 à démissionner de ses fonctions d’exarque.
Le 24 novembre 1948, il fut assigné à résidence dans le village de Banja près de Karlovo. Le pouvoir lui interdit d’en sortir, d’avoir des activités en faveur de l’Église et de célébrer le culte, mais évita de l’emprisonner. Il mourut à Banja le 14 mai 1957 et fut enterré dans l’église du monastère de Bačkovo.
Stéphane est l’auteur de nombreux textes et travaux théologiques, notamment Sur le chemin de Damas (На път за Дамаск, 1932), L’Église bulgare (Българската Църква, 1932), La Notion de service pastoral (Същината на пастирското служение, 1935), Religion et science (Религия и наука, 1937).

## Hommage à StéphaneIer
L’intérêt pour la vie et l’œuvre de Stéphane Ier a connu une renaissance dans les années 1990, à la suite des changements politiques qui menèrent à la fin du régime communiste. Des publications lui ont été consacrées, en particulier en 1998, lors de la commémoration du 120e anniversaire de sa naissance.
Le nom de Stéphane a surtout été évoqué afin de rendre hommage à son rôle dans le sauvetage des juifs bulgares pendant la Seconde Guerre mondiale. Au cours de sa session du 19 novembre 2001, le Mémorial de Yad Vashem lui a décerné le titre de « Juste parmi les nations », pour le rôle qu’il joua en 1943. Le certificat, daté du 12 mars 2002, précise que « son nom sera gravé pour toujours sur le mur d’honneur de l’allée des Justes parmi les nations ».

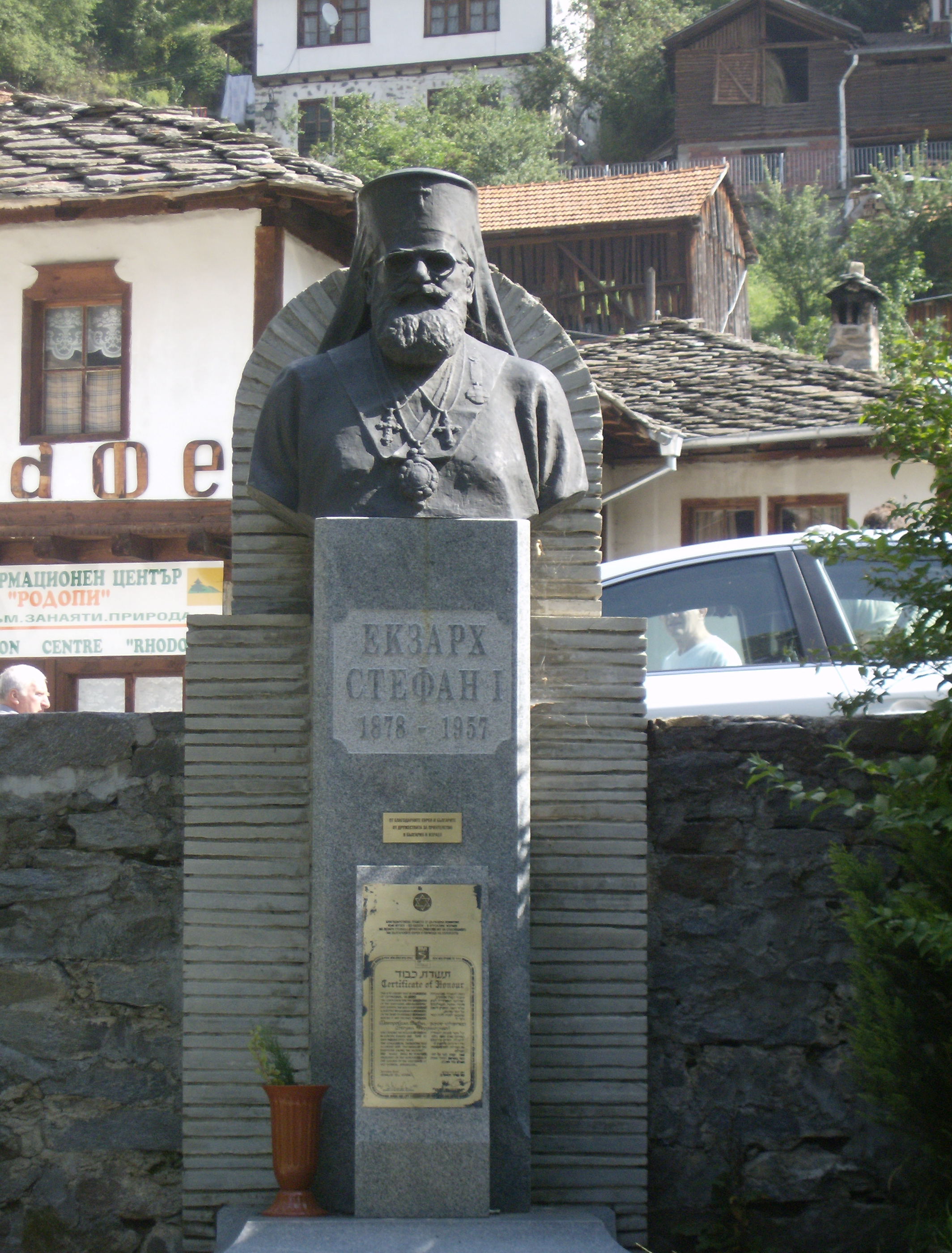
Monument en l’honneur de l’exarque Stéphane à Široka lăka

En 2003, le 125e anniversaire de sa naissance a été célébré avec un relief particulier. À cette occasion, une cérémonie commémorative s’est déroulée dans son village natal de Široka lăka, au cours de laquelle a été inauguré un buste-mémorial. L’ambassadeur d’Israël en Bulgarie, Avram Sharon, ainsi que son prédécesseur, Emanuïl Zisman, accompagné d’une délégation israélienne de 43 personnes, ont assisté à cette cérémonie. Avram Sharon a évoqué les mérites de Stéphane de la façon suivante : « Pour les juifs bulgares et pour la nation israélienne, l’exarque Stéphane symbolise le sauvetage, qui résulte de la tolérance bulgare. La nation israélienne et les juifs du monde entier ne l’oublieront pas et seront toujours profondément reconnaissants envers ses sauveteurs. » Emanuïl Zisman, pour sa part, déclara au sujet de la vie et des mérites de Stéphane : « Si l’humanisme était un critère, il faudrait que l’Europe adhère à la Bulgarie et non le contraire. »